# Francesco Franceschi
Francesco Franceschi (? - 1599) foi um editor italiano do Século XVI. Responsável por edições de autores da época, bem como a compilação de partituras de compositores, Francesco Franceschi ocupa lugar central na propagação e promoção da cultura do Renascimento.

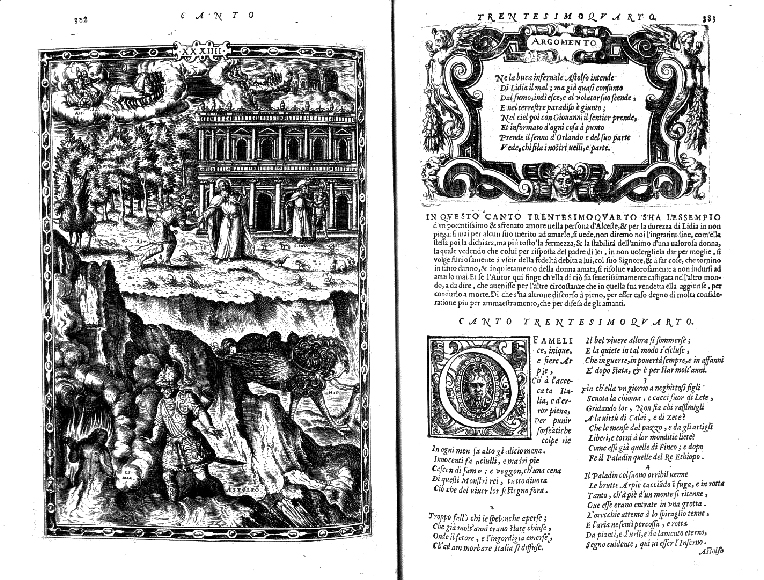
Página da edição de 1565 do Orlando Furioso de Francesco Franceschi.

## Breve Biografia
Conhece-se muito pouco acerca da vida de Francesco Franceschi. Sua data e local de nascimento, por exemplo, são incógnitas. De qualquer forma, sabe-se que possuía gráfica em Siena, e que atuou também em Veneza. Entre suas maiores contribuições para a difusão da cultura da época, destacam-se a preciosa edição ilustrada de Orlando Furioso, de Ludovico Ariosto, em 1565, bem como a impressão de partituras de Gioseffo Zarlino, as quais circularam por toda a Europa no final do Século XVI. Dois seus prováveis parentes, Giovanni Antonio Franceschi, em Palermo, e Giacomo Franceschi, em Veneza, também editaram obras musicais.